# مس (لقب)
مِس (بالإنجليزية: Miss)‏ (تُلفظ [mIs]) وتعني «الآنسة»، هي كلمة إنجليزية تشريفية تستخدم تقليدياً فقط لامرأة غير متزوجة (إذا كان لا يحق لها عنوان آخر مثل طبيب). أُنشأت في القرن ال17، وهي لفظة مرخمة من مِسترس، والتي كانت تستخدم لجميع النساء. ولا تستخدم نقطة للدلالة على الاختصار. نظرائها هي Mrs.، وعادة ما تستخدم فقط للنساء المتزوجات، وMs.، والتي يمكن استخدامها بغض النظر عن الحالة الزوجية.
ويمكن استخدام الجمع Misses، كما هو الحال في The Misses Doe. الكلمة التقليدية الفرنسية "Mesdemoiselles" (تختصر "Mlles.") يمكن أن تستخدم أيضا في صيغة الجمع في اللغة الإنجليزية محادثة أو كتابة.

## استخدامها كلقب (تشريفي)
استخدام «مِس» كلقب في الولايات المتحدة يُرى في معظم الأحيان في الإشارة إلى الفتيات دون سن الثامنة عشرة. http://www.emilypost.com/everyday/forms_of_address.htm، مع ذلك تعتبر مِس أقل شيوعا لالنساء الكبار في الولايات المتحدة مما سبق، لا يزال البعض يفضل أن يكون على هذا النحو المشار إليه، مثل شخصية مس جونز. يكرم إيتيكيت القرن الحادي والعشرين تفضيل المرأة الشخصي ل القب، ويستخدم Ms. بوصفه لقب افتراضي حتى يُعرف هذا التفضيل.
كان مِس سابقا اللقب الافتراضي لسيدات الأعمال، ولكن إلى حد كبير حل محله Ms. في هذا السياق. كان، وإلى حد ما، لا يزال، اللقب الافتراضي للمشاهير، مثل الممثلات (الآنسة هيلين هايز، والآنسة أميليا إيرهارت). كما أثبت مثل هذا الاستخدام الافتراضي إشكاليات؛ الشاعرة دوروثي باركر كان كثيرا ما يشار إليها بالآنسة باركر، مع أن باركر هو اسم زوجها الأول، وانها هي نفسها فضلت مِسز باركر. في وقت لاحق في هذا القرن، استخدم «مِس» أو «مِسز» أصبحت مشكلة بالنسبة لصحيفة نيويورك تايمز في الإشارة إلى المرشحة السياسية جيرالدين فيرارو، وهي امرأة متزوجة لم تستخدم لقب زوجها، لأن مِسز لم يستخدم سوى مع اسم المرأة قبل الزواج في ظروف محدودة في الحياة العامة قبل الثمانينات. (انظر المزيد من السيدة.) وفي الآونة الأخيرة، كان يشار لرئيس وزراء نيوزيلندا هيلين كلارك بمِس بدلا من السيدة. كلارك لأنها احتفظت باسم أبيها بعد الزواج.

## استخدامها بمفردها كصيغة للتخاطب
«مِس» هي الصيغة المناسبة لمخاطبة جميع السيدات الشابات. لفظة مِس وحدها تستخدم أحيانا في التخاطب المباشر لامرأة، على سبيل المثال، «هل أستطيع مساعدتك يا آنسة (مِس)؟» على الرغم من أن «سيدتي» هو أكثر شيوعا بالنسبة لجميع النساء الراشدات بغض النظر عن حالتها الزوجية، لأنه قد يؤخذ بتسامح، لأن «مِس» الآن محفوظة للنساء الصغار فقط في معظم الحالات. غالبا ما تستخدم مِس وحدها من قبل تلاميذ المدارس في الثقافة البريطانية لمخاطبة المدرسات بغض النظر عن حالتهن الزوجية.

## استخدامات أخرى
في بعض الثقافات الفرعية الأمريكية، مثل جنوب أمريكا وبعض الثقافات في المناطق الحضرية، تستخدم مِس أحيانا بغض النظر عن الحالة الزوجية للمرأة مع الاسم الأول في التخاطب المباشر أو غير المباشر غير الرسمي، مثل مِس إلين من فيلم ذهب مع الريح ومِس ايلي' 'من دالاس. هذه الصيغة كانت تستخدم أيضا أُسر الطبقة العليا في بعض البلدان الناطقة باللغة الإنجليزية عن طريق الخادمات لمخاطبة أو الإشارة إلى السيدات غير المتزوجات من الأسر، وأحيانا تستخدم في الشركات التي تديرها العائلات بنفس الطريقة، وإن كان أكثر شيوعا انها كانت تستخدم لمخاطبة الخادمات في حال استخدام لقب لهم.
في بعض أساليب الإيتيكيت، الابنة البكر للعائلة يتم مخاطبتها على الورق اختصارا بلقب مِس دو، في حين مخاطبة الابنة الأصغر بلقبمِس جين دو ومِس ريبيكا دو. على المستوى الشخصي، كما هو الحال في عمل مقدمات، فإن التصميم يوجه إلى أبناء عمومة غير المتزوجات بنفس اللقب.
استعمال آخر ملحوظ للفظ مِس هو كلقب ملكة الجمال (بالنظر إلى أن في معظم المواكب هناك شرط أن تكون المتنافسات غير متزوجة)، مثل مِس أمريكا، مِس يونيفرس، ومِس كونجنيالتي. لغات أخرى مثل الفرنسية، الأسبانية، البلغارية، والبرتغالية، فقد اقترضت مِس الإنجليزية لتشير إلى الفائز في مسابقة ملكة الجمال.